# Bianco e nero a colori
Bianco e nero a colori (La Victoire en chantant) è un film del 1976 diretto da Jean-Jacques Annaud, vincitore dell'Oscar al miglior film straniero nel 1977 in rappresentanza della Costa d'Avorio (non della Francia, già presente nella cinquina delle candidature con Cugino, cugina).

## Trama
Camerun tedesco 1915. In ritardo di diversi mesi rispetto all'inizio delle ostilità, arriva la notizia dello scoppio della prima guerra mondiale. I coloni francesi vengono così a sapere di essere in guerra con i loro vicini tedeschi. Non sapendo cosa fare, privi di ordini precisi dalla madrepatria, decidono che è loro dovere combattere i coloni tedeschi e a tal proposito arruolano la popolazione indigena locale. Dati loro stivali e fucili, cercheranno di fare degli africani un vero esercito europeo.

## Produzione e distribuzione
Il film, passato quasi del tutto inosservato alla sua uscita in Francia, dopo la vittoria dell'Oscar fu redistribuito nelle sale con il titolo di Noirs et blancs en couleur (dal quale venne desunto il titolo per la distribuzione in Italia), traduzione del titolo adottato per la distribuzione anglofona: Black and White in Color. Il titolo originale, La Victoire en chantant, è una citazione dal primo verso dell'inno dell'Impero napoleonico Le Chant du départ.

## Critica
Il Dizionario Mereghetti e il Dizionario Morandini lodano entrambi il film in termini simili: per il primo, è «un film originale e graffiante, capace di demistificare il colonialismo razzista e l'intellettualismo pretenzioso degli europei in Africa», per il secondo è «un pamphlet frizzante, pungente e marionettistico contro il colonialismo razzista e l'imbecillità sciovinista».